# 크리스티안 치게
크리스티안 치게(독일어: Christian Ziege, 1972년 2월 1일 ~ )는 독일의 전 축구 선수이다. 포지션은 왼쪽 윙백이었다.
18살에 바이에른 뮌헨의 유소년 팀에 입단해 선수생활을 하였다. AC 밀란, 미들즈브러 등 명문 팀을 거치다가 토트넘에 입단했다. 그는 토트넘에서 활약을 한 계기로 1998년 월드컵 대표로 뽑혔지만 본선에서 한경기도 출전하지 못했다. 이후 희귀병과 고질적인 무릎부상에 시달리며 부진한 모습을 보이며 고향인 뮌헨글라트바흐에서 뛰었다. 2002년 한일월드컵에 출전한 그는 정확한 크로스로 사우디아라비아전에서 링케의 골을 어시스트 하는등 적극적인 대인 마크에 중점을 두어 독일이 8강전 미국에서 정확한 왼발 프리킥으로 발락의 헤딩골을 도와 독일이 4강에 진출하는데 결정적인 역할을 하였다. 하지만 브라질과의 결승전 이후로 건강이 악화되어 결국 2003년 레버쿠젠과의 경기를 끝으로 결국 현역 은퇴를 선언하였다. 은퇴한 나이는 31세의 젊은 나이였다.

## 플레이 스타일
187cm이라는 건장한 체격에 대인마크 능력과 정확한 크로스를 갖춘 선수로, a매치 72경기에서 9골을 기록할 정도로 득점이나 어시스트에 일가견이 있었다. 또한 그의 정확한 프리킥은 독일의 주무기였기도 하였다.

## 무릎 부상에 걸린 이유
그의 무릎 부상은 갑자기 찾아왔다. 관절 부상이 특별한 원인이 규명되지 않아 치료는 물론 움직이는 것 조차 불가능한 그의 부상 이유는 그가 너무 무리하게 뛰었던 이유도 있으나 아직까지 밝혀지지 않고 있다.

## 헤어스타일
머리를 반 정도 남겨둔 모히칸 스타일로 2002년 월드컵이 끝난후. 터키의 위미트 다발라와 헤어스타일로 인기를 끌었던 선수이기도 하다.